# Berdeniella sievecki
Berdeniella sievecki är en tvåvingeart som beskrevs av Wagner 1982. Berdeniella sievecki ingår i släktet Berdeniella och familjen fjärilsmyggor. Inga underarter finns listade i Catalogue of Life.